# AM 748 I 4to

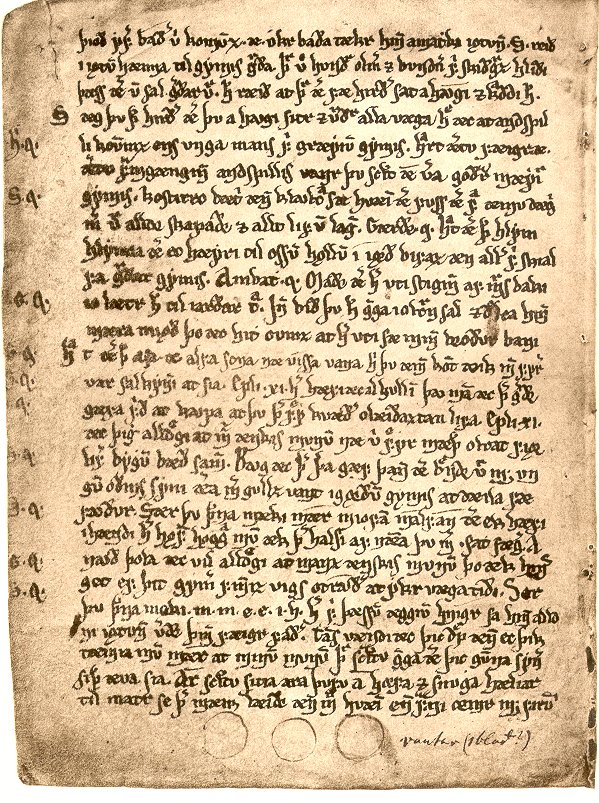
『スキールニルの言葉』のページ。

AM 748 I 4toは、何編かのエッダ詩を収録した、アイスランド語によるベラム写本の断片である。アルナマグネアン写本 (Codex Arnamagnæanus) とも。その成立は14世紀初めにまで遡る。
2部の写本が合本されたものであったが、現在は分割され、それぞれAM 748 I a 4to、AM 748 I b 4toと呼ばれている。AM 748 I b 4toは1996年にアイスランドに返還された。
AM 748 I a 4toに保存された6枚のページは、以下の詩と神話のすべてを含む。
- 『グリームニルの言葉』 Grímnismál （完全版）
- 『ヒュミルの歌』 Hymiskviða （完全版）
- 『バルドルの夢』 Baldrs draumar （完全版）
- 『スキールニルの言葉』 Skírnismál （部分）
- 『ハールバルズの歌』 Hárbarðsljóð （部分）
- 『ヴァフスルーズニルの言葉』 Vafþrúðnismál （部分）
- 『ヴォルンドルの歌』 Völundarkviða (散文による序詞の冒頭部分のみ)

AM 748 I a 4toは、『バルドルの夢』を収録する唯一の中世時代の写本である。他の詩は『王の写本』にも収録されている。
AM 748 I b 4toには『スノッリのエッダ』が含まれており、いわゆる『スノッリのエッダ』の写本Aと呼ばれている。